# Marcel de Chollet

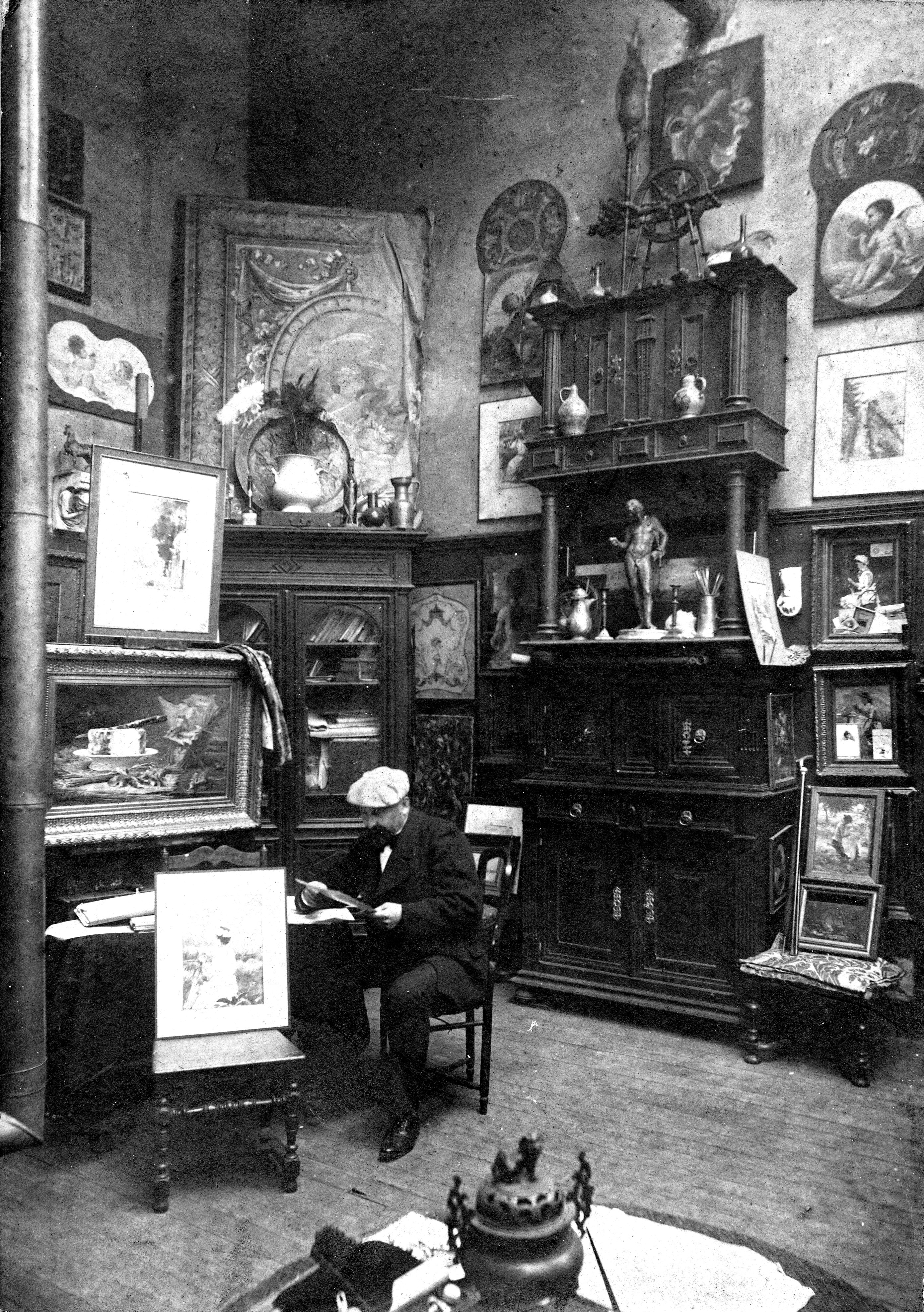
Marcel Chollet in seinem Atelier, wahrscheinlich 17 rue Victor-Massé

Marcel de Chollet auch Marcel Chollet (geb. 26. Oktober 1855 in Genf; gest. 30. Juli 1924 in Genf) war ein schweizerisch-französischer Maler der Belle Époque. Bekannt wurde er vor allem für seine Deckengemälde an prominenten öffentlichen Orten in der Schweiz und Paris, darunter politischen Gebäuden sowie Casinos und Hotels der haute société. Nebenbei schuf er auch ein malerisches und zeichnerisches Œuvre, dass sich dem Naturalismus und Impressionismus zuordnen lässt.

## Leben und Werk

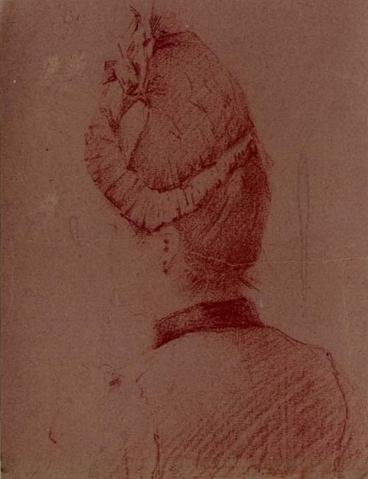
Frauenportrait, Rötelzeichnung

Marcel de Chollet wurde 1855 als Sohn des Architekten Charles Joseph de Chollet geboren. Über seine Jugend ist wenig bekannt. Er verließ wohl vor 1880 die Schweiz, um an den Akademien in Paris zu studieren, damals Weltmetropole der Kunst. Zuerst besuchte er das Atelier von Borchgrave und Bidan und absolvierte eine Lehre als Dekorationsmaler. Anschliessend schrieb er sich an der École nationale supérieure des beaux-arts de Paris im Kurs für Dekorationsmalerei bei Pierre-Victor Galland ein und liess sich definitiv in Paris nieder, wo er u. a. in der Rue Victor-Massé 17 in Montmartre ein Atelier bezog.
Zwischen 1883 und 1898 stellte de Chollet erfolgreich Stillleben sowie Zeichnungen in den Kunstsalons der Schweiz aus, u. a. im Musée d’art et d’histoire de Fribourg, Musée d’art et d’histoire Genf und im Musée Rath zusammen mit wichtigen Malern seiner Zeit, darunter Ferdinand Hodler. In Paris wurden seine Arbeiten im Salon des artistes français gezeigt. 1903 erhielt Marcel de Chollet die Ehrung Mention vom Salon. In Paris lässt sich ein Stilwandel von naturalistischen, sehr dem Braunton-verhafteten Stillleben zu luftigen, von Claude Monet und Édouard Manet inspirierten Frauenportraits beobachten.
Weitaus bekannter wurde Marcel de Chollet für seine malerischen Innenausstattungen öffentlicher Gebäude, von denen einige bis heute erhalten sind. Seinen ersten Auftrag erhielt er 1885 mit der Bitte, den Audienzsaal des schweizerischen Bundesgerichts in Lausanne auszumalen. 1895 dekorierte er den Festsaal des renommierten Hôtel des Alpes-Grand Hôtel in Territet. Es folgten weitere Aufträge, der Durchbruch gelang ihm jedoch mit der allegorischen Ausmalung des Büros des Nationalratspräsidenten im Bundeshaus Bern. Es folgte 1905 der Lesesaal im Palais de Rumine in Lausanne, ein Jahr darauf Teile des Hotels Montreux Palace in Montreux. 1908 zeichnete er verantwortlich für die Ausstattung der Salle del Castillo im Casino du Rivage in Vevey. Weitere jedoch 1974 zerstörte Arbeiten waren die Grands Magasins du Louvre.

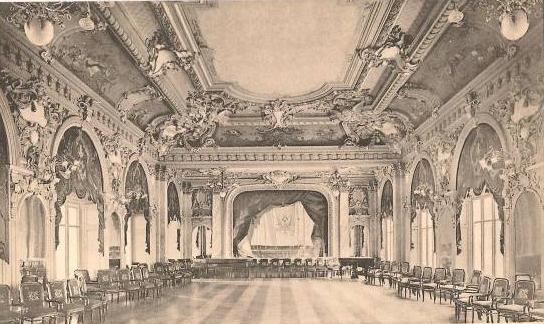
Festsaal im Hôtel des Alpes-Grand Hôtel in Territet, 1895.
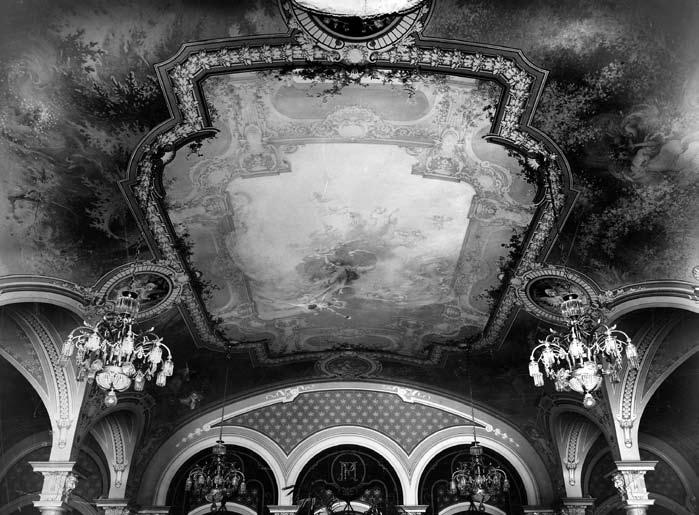
Hotel Le Montreux Palace in Montreux, 1906.
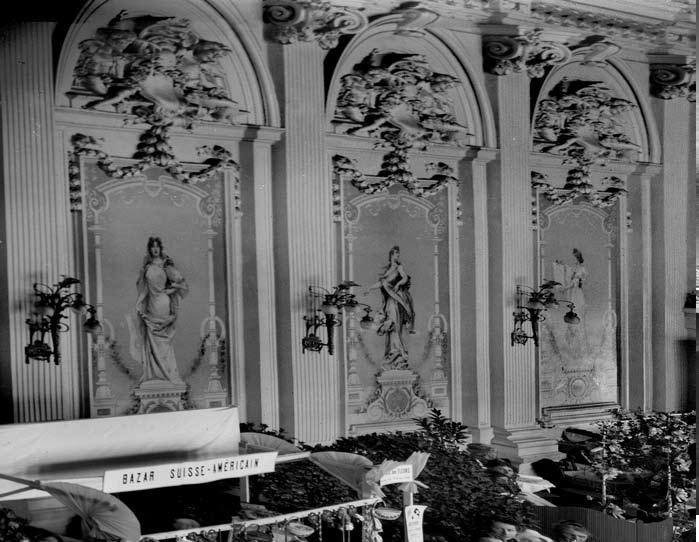
Salle del Castillo im Casino du Rivage in Vevey, 1908.